# Kováts Dezső
Kováts Dezső (Kövend, 1905. augusztus 24. — Sepsiszentgyörgy, 1986. november 5. ) erdélyi magyar színész, színműíró.

## Életútja
Középiskolát a székelykeresztúri Unitárius Főgimnáziumban végzett (1924), földmérői szakképesítést szerzett Kolozsvárt 1930-ban. Színészi pályáját Ferenczy Gyula székelyföldi színtársulatánál kezdte 1935-ben, majd Fekete Mihály temesvári, Szabadkai József szatmári társulatához szegődött. A marosvásárhelyi Székely Színház tagja volt 1946 és 1956 között, majd a Sepsiszentgyörgyi Állami Magyar Színház igazgatója volt nyugalomba vonulásáig (1956–68).
Egyiptomi legenda című zenés játékát 1947-ben mutatta be a Székely Színház. Ugyancsak Marosvásárhelyen mutatták be Kiss Lászlóval közösen írt Vihar a havason című háromfelvonásos színművét (1952), amely dramaturgiai úttörésnek számított ugyan, de nem tudott szabadulni a jellemábrázolásnak az időszakra jellemző romantikus túlzásaitól, leegyszerűsítéseitől. Több egyfelvonásost és rövid jelenetet írt; 1972-ben került színre Sepsiszentgyörgyön Tűzszerszám című háromfelvonásos mesejátéka (Andersen nyomán). Több színdarabot fordított románból magyarra, legjelentősebb Mihail Șorbul Szökevény című drámája.

## Köteteiből
- Vihar a havason (Kiss Lászlóval közösen, 1953. Al. Kirițescu-Aurel Bontoș fordításában románul is 1954);
- Tűzszerszám (Sepsiszentgyörgy 1974).